# Estonia en el Festival de la Canción de Eurovisión 2023
Estonia participará en el LXVII Festival de la Canción de Eurovisión, que se celebró en el Reino Unido en mayo de 2023, tras la imposibilidad de Ucrania de acoger el concurso tras la victoria de Kalush Orchestra con la canción «Stefania» en 2022. La radiodifusora pública estonia ERR confirmó en agosto de 2022 su participación en la edición 2023 del certamen, para luego publicar las fechas y normativas para la selección al mes siguiente.

## Historia de Estonia en el Festival
Estonia debutó en el festival de 1994, tras su fallido intento un año antes; totalizando 26 participaciones previas. El país ha ganado una vez el concurso, en 2001 con Tanel Padar, Dave Benton y el grupo 2XL con la canción "Everybody". Desde la introducción de las semifinales en 2004, el país no logró clasificarse durante 5 concursos seguidos. A partir de la introducción del nuevo formato de selección, ha logrado 7 clasificaciones a la final, incluyendo 4 dentro de los 10 mejores.
En el año 2022 el elegido fue STEFAN, con su canción "Hope". El intérprete logró llegar a la final, ubicándose en la 13.ª posición con 141 puntos.

## Representante para Eurovisión

### Eesti Laul 2023
El 13 de septiembre de 2022 la ERR publicó las normas y lineamientos para la 15a edición del Eesti Laul, el concurso a través del cual el país elegirá a su representante en el ESC 2023: se realizarán dos semifinales y una final, en donde competirán un total de veinte canciones. Seis canciones serán elegidas en cada semifinal, por lo que la gran final consistirá de doce canciones. La fecha límite para el envío de canciones a ser preseleccionadas será el 20 de octubre, tras lo cual un jurado profesional se encargará de seleccionar las veinte que competirán en las semifinales, a llevarse a cabo el 12 y 14 de enero. La gran final, por su parte, está establecida para el 11 de febrero.

#### Candidaturas
Tras la fecha límite, la ERR confirmó haber recibido 217 canciones, de las cuales 92 eran en idioma estonio y el resto en otros lenguajes. Un jurado de dieciséis miembros compuesto por cantantes, personalidades de la radio y el mundo de la música, entre los que se encontraban anteriores participantes del Eesti Laul o Eurovisión como Ott Lepland o Lenna Kuurma, se ocupó de seleccionar las 20 canciones que serían parte del Eesti Laul. El 1 y 2 de noviembre la emisora difundió la lista de los artistas y canciones que formarán parte del concurso, aclarando que podrían escucharse a partir del 2 de diciembre:
| Artista              | Canción (Traducción)                                | Idioma          | Autor(es) |
| -------------------- | --------------------------------------------------- | --------------- | --- |
| ALIKA                | "Bridges" (Puentes)                                 | Inglés          | Alika Milova, Wouter Hardy                                                                                     |
| Andreas              | "Why Do You Love Me" (Por qué me amas)              | Inglés          | Andreas Poom, Alan Roy Scott, Julia Sundberg                                                                   |
| Anett x Fredi        | "You Need To Move On" (Necesitas seguir adelante)   | Inglés          | Frederik Küüts, Anett Kulbin, Jason Hunter                                                                     |
| Bedwetters           | "Monsters" (Monstruos)                              | Inglés          | Joosep Järvesaar, Mihkel Mõttus, Rauno Kutti, Kaspar Koppel, Karl-Kristjan Kingi, Claus Peneri, Kris Evan-Säde |
| Carlos Ukareda       | "Whiskey Won't Forget" (El whiskey no olvidará)     | Inglés          | Carlos Ukareda, Gevin Niglas, Chris Roberts                                                                    |
| Ellip                | "Pretty Girl" (Chica linda)                         | Inglés          | Pille-Riin Karro, Meelis Meri                                                                                  |
| ELYSA                | "Bad Philosophy" (Mala filosofía)                   | Inglés          | Stig Rästa, Vallo Kikas, Elisa Kolk, Anne Gudrun Michaelsen, Alex Ghinea                                       |
| Inger                | "Awaiting You" (Esperándote)                        | Inglés          | Inger Fridolin, Oliver de la Rosa Padilla, Sofia-Liis Liiv                                                     |
| JANEK                | "House of Glass" (Casa de cristal)                  | Inglés          | Janek Valgepea, Kjetil Mørland                                                                                 |
| Kaw                  | "Valik" (Elección)                                  | Estonio         | Gevin Niglas, Jesse Keihäsvuori                                                                                |
| Linalakk & Bonzo     | "Aeg" (Tiempo)                                      | Estonio         | Liina Tsimmer                                                                                                  |
| M els                | "So Good At What You Do" (Tan bien en lo que haces) | Inglés          | Stefan Airapetjan, Andreas Poom, Hugo Martin Maasikas, Gevin Niglas                                            |
| Meelik               | "Tuju" (Modo)                                       | Estonio, Inglés | Andres Kõpper, Meelik Samel, Rain Parve, Martin Petermann                                                      |
| MERLYN               | "Unicorn Vibes" (Vibras de unicornio)               | Inglés          | Merlyn Uusküla, Lauri Lembinen                                                                                 |
| MIA                  | "Üks samm korraga" (Un paso a la vez)               | Estonio         | Kersti Kukk |
| Neon Letters & Maiko | "Tokimeki" (Palpitación)                            | Inglés, Japonés | Aap-Eerik Lai, Johanna Holvandus, Maiko Tammik                                                                 |
| OLLIE                | "Venom" (Veneno)                                    | Inglés          | Oliver Mazurtšak                                                                                               |
| Robin Juhkental      | "Kurbuse matused" (Funeral de dolor)                | Estonio         | Robin Juhkental                                                                                                |
| Sissi                | "Lighthouse" (Faro)                                 | Inglés          | Sissi Nylia Benita                                                                                             |
| Wiiralt              | "Salalik" (Reservado)                               | Estonio         | Martin Saaremägi, Vahur Krautman                                                                               |

#### Semifinal 1
La primera semifinal tuvo lugar el 12 de enero de 2023, presentada por Tõnis Niinemets y Grete Kuld desde el Viimsi Artium de Viimsi. Los participantes de esta semifinal se anunciaron el 9 de diciembre de 2022, dejando pendiente el orden de actuación. 10 canciones compitieron por 5 pases a la final por medio de dos rondas: la primera con una votación determinada en una combinación de un 50% para un jurado profesional y 50% para el televoto que otorgó 4 pases, mientras la segunda con una votación al 100% del televoto con las 6 canciones restantes, otorgando el último lugar para la final.
| N.º | Artista              | Canción               | Primera Ronda | Primera Ronda | Primera Ronda | Primera Ronda | Primera Ronda | Primera Ronda | Segunda Ronda | Segunda Ronda |
| N.º | Artista              | Canción               | Jurado        | Jurado        | Televoto      | Televoto      | Lugar         | Puntos        | Televoto      | Lugar         |
| --- | -------------------- | --------------------- | ------------- | ------------- | ------------- | ------------- | ------------- | ------------- | ------------- | ------------- |
| 1   | JANEK                | "House of Glass"      |               |               |               |               |               |               |               |               |
| 2   | Ellip                | "Pretty Girl"         |               |               |               |               |               |               |               |               |
| 3   | Kaw                  | "Valik"               |               |               |               |               |               |               |               |               |
| 4   | MERLYN               | "Unicorn Vibes"       |               |               |               |               |               |               |               |               |
| 5   | MIA                  | "Üks samm korraga"    |               |               |               |               |               |               |               |               |
| 6   | Neon Letters & Maiko | "Tokimeki"            |               |               |               |               |               |               |               |               |
| 7   | OLLIE                | "Venom"               |               |               |               |               |               |               |               |               |
| 8   | Andreas              | "Why Do You Love Me"  |               |               |               |               |               |               |               |               |
| 9   | Bedwetters           | "Monsters"            |               |               |               |               |               |               |               |               |
| 10  | Anett x Fredi        | "You Need To Move On" |               |               |               |               |               |               |               |               |

|  | Clasificados a la final en la primera ronda |

|  | Clasificados a la final en la segunda ronda |

#### Semifinal 2
La segunda semifinal tuvo lugar el 14 de enero de 2023, presentada por Tõnis Niinemets y Grete Kuld desde el Viimsi Artium de Viimsi. Los participantes de esta semifinal se anunciaron el 9 de diciembre de 2022, dejando pendiente el orden de actuación. 10 canciones compitieron por 5 pases a la final por medio de dos rondas: la primera con una votación determinada en una combinación de un 50% para un jurado profesional y 50% para el televoto que otorgó 4 pases, mientras la segunda con una votación al 100% del televoto con las 6 canciones restantes, otorgando el último lugar para la final.
| N.º | Artista          | Canción                  | Primera Ronda | Primera Ronda | Primera Ronda | Primera Ronda | Primera Ronda | Primera Ronda | Segunda Ronda | Segunda Ronda |
| N.º | Artista          | Canción                  | Jurado        | Jurado        | Televoto      | Televoto      | Lugar         | Puntos        | Televoto      | Lugar         |
| --- | ---------------- | ------------------------ | ------------- | ------------- | ------------- | ------------- | ------------- | ------------- | ------------- | ------------- |
| 1   | Inger            | "Awaiting You"           |               |               |               |               |               |               |               |               |
| 2   | Linalakk & Bonzo | "Aeg"                    |               |               |               |               |               |               |               |               |
| 3   | Meelik           | "Tuju"                   |               |               |               |               |               |               |               |               |
| 4   | ELYSA            | "Bad Philosophy"         |               |               |               |               |               |               |               |               |
| 5   | Robin Juhkental  | "Kurbuse matused"        |               |               |               |               |               |               |               |               |
| 6   | M els            | "So Good At What You Do" |               |               |               |               |               |               |               |               |
| 7   | Wiiralt          | "Salalik"                |               |               |               |               |               |               |               |               |
| 8   | Sissi            | "Lighthouse"             |               |               |               |               |               |               |               |               |
| 9   | Carlos Ukareda   | "Whiskey Won't Forget"   |               |               |               |               |               |               |               |               |
| 10  | ALIKA            | "Bridges"                |               |               |               |               |               |               |               |               |

|  | Clasificados a la final en la primera ronda |

|  | Clasificados a la final en la segunda ronda |

#### Final
| N.º | Artista       | Canción                  | Jurado | Jurado | Televoto | Televoto | Lugar | Puntos |
| --- | ------------- | ------------------------ | ------ | ------ | -------- | -------- | ----- | ------ |
|     | ALIKA         | "Bridges"                |        |        |          |          |       |        |
|     | Andreas       | "Why Do You Love Me"     |        |        |          |          |       |        |
|     | Anett x Fredi | "You Need To Move On"    |        |        |          |          |       |        |
|     | Bedwetters    | "Monsters"               |        |        |          |          |       |        |
|     | Inger         | "Awaiting You"           |        |        |          |          |       |        |
|     | JANEK         | "House of Glass"         |        |        |          |          |       |        |
|     | M els         | "So Good At What You Do" |        |        |          |          |       |        |
|     | Meelik        | "Tuju"                   |        |        |          |          |       |        |
|     | OLLIE         | "Venom"                  |        |        |          |          |       |        |
|     | Sissi         | "Lighthouse"             |        |        |          |          |       |        |